# Jan Němec
Jan Němec, né le 12 juillet 1936 à Prague (Tchécoslovaquie) et mort le 18 mars 2016  dans cette ville, est un réalisateur tchèque dont les œuvres les plus importantes datent des années 1960. 
L'historien du cinéma Peter Hames l'a décrit comme « l'enfant terrible de la Nouvelle Vague tchécoslovaque ».

## Biographie
Jan Němec s'exile après la fin du Printemps de Prague et ne retourne en République tchèque qu'après la Révolution de velours. Il réalise alors Dans le feu des ardeurs royales (V záru královské lásky) en 1990.
Il a été le mari d'Ester Krumbachová, aussi scénariste de certains de ses films.

## Filmographie

### Courts métrages
- 1960 : Sousto
- 1963 : Pamet naseho dne
- 1965 : Les Petites Perles au fond de l'eau  : segment Les Tricheurs (Podvodníci)
- 1967 : Matka a syn
- 1968 : Oratorio for Prague

### Longs métrages
- 1964 : Les Diamants de la nuit (Démanty noci)
- 1966 : La Fête et les Invités (O slavnosti a hostech)
- 1967 : Les Martyrs de l'amour (Mucedníci lásky)
- 1968 : Návrat
- 1975 : Le Décolleté dans le dos (Das Rückendekolleté)
- 1990 : Dans le feu des ardeurs royales (V záru královské lásky)
- 1997 : Nom de code : Rubis (Jmeno kodu: Rubin)
- 2001 : Nocní hovory s matkou (documentaire)
- 2004 : Krajina mého srdce
- 2005 : Toyen
- 2009 : Holka Ferrari Dino
- 2010 : Heart Beat 3D
- 2016 : The Wolf from Royal Vineyard Street (Vlk z Královských Vinohrad)

## Publication
- (cs) Jan Němec : Conversations 1964–2014 (Rozhovory 1964–2014) (Camera obscura, Příbram, Svatá Hora, République tchèque)